# Ophion telengai
Ophion telengai là một loài tò vò trong họ Ichneumonidae.